# Cratere Heinsius

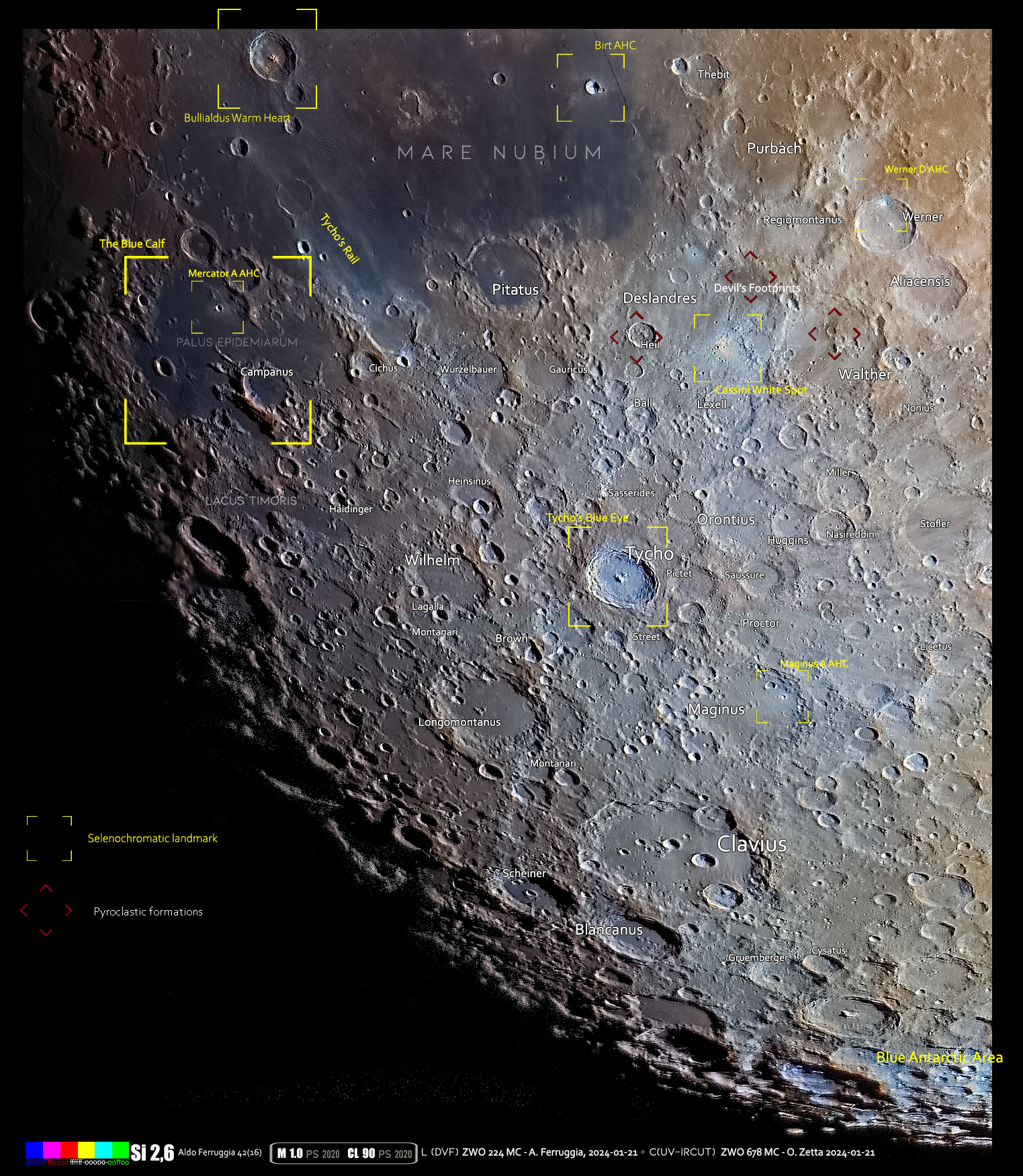
Area del cratere in formato selenocromatico

Heinsius è un cratere lunare di 64,87 km situato nella parte sud-occidentale della faccia visibile della Luna.
Il cratere è dedicato all'astronomo tedesco Gottfried Heinsius.

## Crateri correlati
Alcuni crateri minori situati in prossimità di Heinsius sono convenzionalmente identificati, sulle mappe lunari, attraverso una lettera associata al nome.
| Heinsius | Coordinate            | Diametro (in km) |
| -------- | --------------------- | ---------------- |
| A        | 39°46′12″S 17°36′36″W | 19,53            |
| B        | 40°00′36″S 18°43′48″W | 23,71            |
| C        | 40°38′24″S 17°57′00″W | 22,42            |
| D        | 38°49′12″S 20°45′00″W | 6,54             |
| E        | 37°52′12″S 19°34′48″W | 16,76            |
| F        | 40°33′00″S 19°43′48″W | 7,2              |
| G        | 38°19′12″S 14°36′36″W | 10,09            |
| H        | 37°30′36″S 18°33′36″W | 7,29             |
| J        | 39°19′12″S 20°27′00″W | 7,9              |
| K        | 38°34′48″S 18°36′00″W | 4,89             |
| L        | 41°15′00″S 18°27′36″W | 7,23             |
| M        | 40°58′48″S 15°24′00″W | 12,45            |
| N        | 37°21′00″S 14°46′12″W | 7,06             |
| O        | 38°50′24″S 14°55′12″W | 4,08             |
| P        | 39°24′00″S 13°44′24″W | 35,52            |
| Q        | 39°53′24″S 14°32′24″W | 33,7             |
| R        | 40°13′12″S 20°47′24″W | 4,56             |
| S        | 39°39′36″S 17°00′00″W | 6,08             |
| T        | 39°45′36″S 16°36′00″W | 6,56             |